# Ybabekir Bekdurdyýew
Ybabekir Annadurdiýewiç Bekdurdyýew (russisch Ибабекир Аннадурдыевич Бекдурдыев Ibabekir Annadurdyjewitsch Bekdurdyjew, englische Transkription: Ibabekir Bekdurdyev; * 1989 in der Turkmenischen SSR) ist ein turkmenischer Billardspieler aus Aşgabat, der in der Billardvariante Russisches Billard antritt.
Er gewann 2017 die Goldmedaille bei den Asian Indoor & Martial Arts Games in der Disziplin Freie Pyramide und wurde 2016 turkmenischer Meister.

## Karriere
Erstmals international in Erscheinung trat Ybabekir Bekdurdyýew Mitte der 2000er-Jahre, als er 2006 an den Minsk Open und 2008 an den Asian Open teilnahm, dort jedoch in der Vorrunde ausschied. Auch seine ersten beiden WM-Teilnahmen blieben erfolglos, er musste 2015 in der Freien Pyramide und 2016 in der Kombinierten Pyramide Auftaktniederlagen hinnehmen. Nachdem er beim Moskauer Bürgermeisterpokal in der Vorrunde ausgeschieden war, erreichte er im November 2016 bei der Freie-Pyramide-WM die zweite Runde, da sein Gegner nicht angetreten war, und verlor anschließend gegen Dastan Lepschakow. Einen Monat später wurde er durch einen 5:3-Finalsieg gegen Batyr Aşirow turkmenischer Meister in der Freien Pyramide.
Anfang 2017 musste Bekdurdyýew bei der Kombinierte-Pyramide-WM eine Auftaktniederlage gegen Ysatbek Ratbekow hinnehmen. Nachdem er beim Bürgermeisterpokal in Moskau die Runde der letzten 64 erreicht hatte, zog er bei den Ajara Open unter anderem durch Siege gegen Artur Piwtschenko und den früheren Weltmeister Serghei Krîjanovski ins Halbfinale ein, in dem er dem Georgier Lascha Gigauri mit 5:6 unterlag. Wenig später gewann er als Titelverteidiger bei der turkmenischen Meisterschaft die Bronzemedaille, nachdem er im Halbfinale gegen seinen Nachfolger Begenç Jumagylyjow verloren hatte. Im September 2017 gehörte Bekdurdyýew dem turkmenischen Aufgebot bei den Asian Indoor & Martial Arts Games in seiner Heimatstadt Aşgabat an. Beim Freie-Pyramide-Wettbewerb gelangte er durch Siege gegen Batyr Geldijew und Begenç Ajdogdyjew ins Endspiel, in dem er sich gegen den ehemaligen Weltmeister Jernar Tschimbajew mit 5:1 durchsetzte und sich somit die Goldmedaille sicherte. Wenige Tage später gewann er Bronze in der Kombinierten Pyramide, nachdem er den mehrmaligen Poolbillardweltmeister Efren Reyes besiegt hatte, und im Halbfinale dem späteren Turniersieger Ysatbek Ratbekow mit 2:5 unterlag. Am Jahresende 2017 schied er bei den Prince Open in der Vorrunde aus.
In den folgenden Jahren nahm Bekdurdyýew nur vereinzelt an nationalen Turnieren teil. So schied er bei der turkmenischen Meisterschaft 2018 im Sechzehntelfinale aus und gewann 2020 durch einen 5:2-Finalsieg gegen Begenç Jumagylyjow die Turkmenistan Open.

## Erfolge
| Ergebnis | Jahr   | Turnier                               | Finalgegner        | Endstand |
| -------- | ------ | ------------------------------------- | ------------------ | -------- |
| Sieger   | 2016/2 | Turkmenische Meisterschaft (Fr. Pyr.) | Batyr Aşirow       | 5:3      |
| Sieger   | 2017   | Asian IMA Games – Fr. Pyr.            | Jernar Tschimbajew | 5:1      |
| Sieger   | 2020   | Turkmenistan Open                     | Begenç Jumagylyjow | 5:2      |

## Teilnahmen an Weltmeisterschaften
| Disziplin            | 2015 | 2016 | 2017  | 2018  | 2019  | 2020  |
| -------------------- | ---- | ---- | ----- | ----- | ----- | ----- |
| Freie Pyramide       | L64  | L64  | n. a. | –     | –     | n. a. |
| Dynamische Pyramide  | –    | –    | n. a. | –     | n. a. | n. a. |
| Kombinierte Pyramide | –    | R    | L64   | n. a. | –     | n. a. |
| Quelle:              |      |      |       |       |       |       |

| Legende | Legende                               |
| ------- | ------------------------------------- |
| S       | Sieger                                |
| F       | Finalist                              |
| HF / H  | Halbfinalist                          |
| VF / V  | Viertelfinalist                       |
| AF / A  | Achtelfinalist                        |
| LX      | Niederlage in der Runde der letzten X |
| R2      | Niederlage in Runde 2                 |
| R       | Vorrundenaus/Niederlage in Runde 1    |
| –       | nicht teilgenommen                    |
| n. a.   | nicht ausgetragen                     |